# انتگرال خط

در ریاضیات انتگرال منحنی الخط (انتگرال روی مسیر نیز نامیده می‌شود و یکی از شاخه‌های آن محاسبه کار و شار است) انتگرالی است که یک تابع در طول یک منحنی انتگرال‌گیری می‌شود. خط‌ها و مسیرهای متفاوتی بکار می‌رود. اگر خط (منحنی) بسته باشد آن را انتگرال مسیری گویند.
تابعی که باید از آن انتگرال گرفته شود، ممکن است در یک میدان اسکالر یا یک میدان برداری باشد. مقدار انتگرال خطی برابر جمع مقادیر میدان روی تمام نقاط منحنی است و به وسیلهٔ مقدار توابع اسکالر روی منحنی محاسبه می‌شود (معمولاً طول کمان برای میدان‌های برداری، حاصل‌ضرب بردارهای متفاوت درون میدان است). مقدار دیفرانسیل‌گیری در انتگرال خطی ساده‌تر از انتگرال تعریف شده روی فاصله است. فرمول‌های ساده‌ای در فیزیک برای مثال {\displaystyle W={\vec {F}}\cdot {\vec {d}}}) که در شرایط انتگرال خطی دارای پیوستگی طبیعی‌اند (برای مثال{\displaystyle W=\int _{C}{\vec {F}}\cdot d{\vec {s}}})). این انتگرال کاری را که روی حرکت شی در میدان گرانشی انجام می‌دهد، به‌دست می‌آورد.

## تعریف
برای بعضی از میدان‌های اسکالر f: R'n {\displaystyle \to } R انتگرال خطی روی منحنی C با پارامتریزه شدن r(t) که:{\displaystyle \int _{C}f\,ds=\int _{a}^{b}f(\mathbf {r} (t))|\mathbf {r} '(t)|\,dt.}
معنی می‌شود که
f:میدان اسکالر انتگرال‌پذیر
C: ناحیه‌ای که انتگرال رویش گرفته می‌شود
r(t): [a, b] {\displaystyle \to } C :که پارامتریزه شده روی C اند و (r(bو (r(a مقدار روی Cاند.
ds روش راه‌گشای ارائه شده‌است به‌طوری‌که برابر طول کمان مقدماتی است؛ زیرا آن‌ها تنهاوابسته به محیط کمان‌اند، انتگرال خط میدان‌های اسکالر، وابسته به پارامتریزه شدن(r(tاند. برای یک میدان برداری F: Rn {\displaystyle \to } Rn، انتگرال خطی روی منحنی C، با پرامتریزه کردن (r(t که تعریف می‌شود.
{\displaystyle \int _{C}\mathbf {F} (\mathbf {r} )\cdot \,d\mathbf {r} =\int _{a}^{b}\mathbf {F} (\mathbf {r} (t))\cdot \mathbf {r} '(t)\,dt.}
انتگرال خطی میدان‌ها برداری به پارامتریزه شدن (r(t وابسته‌اند و مقدار اصلی آن‌ها وابسته به جهت آنهاست. به ویژه اگر جهت انتگرال عوض شود، مقدار متمایزی به ما می‌دهد.

## راه استقلال
اگر یک میدان برداری F باشد که برابر گرادیان میدان اسکالر G باشد.
{\displaystyle \nabla G=\mathbf {F} ,}
پس یک مشتق از ترکیب G و (r(t هست که
{\displaystyle {\frac {dG(\mathbf {r} (t))}{dt}}=\nabla G(\mathbf {r} (t))\cdot \mathbf {r} '(t)=\mathbf {F} (\mathbf {r} (t))\cdot \mathbf {r} '(t)}
که مقداری برای انتگرال خطی از میدان F روی (r(t است. با دنباله‌روی از این روش، یک مسیر روی C به ما می‌دهد که
{\displaystyle \int _{C}\mathbf {F} (\mathbf {r} )\cdot \,d\mathbf {r} =\int _{a}^{b}\mathbf {F} (\mathbf {r} (t))\cdot \mathbf {r} '(t)\,dt=\int _{a}^{b}{\frac {dG(\mathbf {r} (t))}{dt}}\,dt=G(\mathbf {r} (b))-G(\mathbf {r} (a)).}
در لغت، انتگرال F روی C فقط وابسته به مقادیر نقاط (r(a و (r(b است. بدین گونه مستقل از راه‌ها و جهت‌های متفاوت است؛ بنابراین یک میدان برداری که از گرادیان یک میدان اسکالر به‌دست آمده‌است، راه استقلال می‌نامند.

## کاربردها
انتگرال خطی کاربرد زیادی در فیزیک دارد، برای مثال کار روی حرکت ذرات در میدان نیرو توسط (روی) منحنی C نمایش داده می‌شود به‌طوری‌که جهت میدان F برابر انتگرال F روی C است.

## رابطهٔ انتگرال خطی با آنالیز اعداد مختلط
چشم‌انداز اعداد مختلط به‌طور دو بعدی، انتگرال خطی در میدان برداری مرتبط است با قسمت حقیقی از انتگرال خطی با درهم آمیختن یک تابع مختلط با یک متغیر مختلط.
بنابر معادله کشی ریمان، حلقهی میدان برداری مطابق است با درهم آمیختن تابع هولومورفیک که برابر صفر است. این رابطه و تئوری (قضیه استوکس)، هر دو نمونه‌ای از انتگرال خطی‌اند که به صفر می‌رسند.

## آنالیز مختلط
انتگرال خطی یک روش بنیادی در آنالیز مختلط است. فرض U یک زیرمجموعه بازی است در C, {\displaystyle \gamma } : [a, b] {\displaystyle \to } U یک مسیر است و f: U {\displaystyle \to } C یک تابع باشد که انتگرال خطی:{\displaystyle \int _{\gamma }f(z)\,dz}. بازه [a,b] را به صورت زیر افراز می‌کنیم.
a = t0 <t1 <... <tn = b
که با توجه به بالا می‌شود
{\displaystyle \sum _{1\leq k\leq n}f(\gamma (t_{k}))(\gamma (t_{k})-\gamma (t_{k-1})).}
انتگرال بالا برابر حد مجموع بالاست که طول زیرمجموعه‌ها به سمت صفر میل می‌کند. اگر یک منحنی متغیر باشد، انتگرال خطی می‌تواند محاسبه کند، به‌طوری‌که انتگرال تابع با مقادیر حقیقی باشد.
{\displaystyle \int _{\gamma }f(z)\,dz=\int _{a}^{b}f(\gamma (t))\,\gamma \,'(t)\,dt.}
وقتی{\displaystyle \gamma } یک منحنی بسته باشد مقدار اولیه و مقدار آخری با هم روی می‌دهد که آن را با
{\displaystyle \oint _{\gamma }f(z)\,dz}
نشان می‌دهند که معمولاً برای انتگرال خطی f روی{\displaystyle \gamma } بسته نمایش داده می‌شود.
بهترین حکم در مورد انتگرال خطی (جهتی)، قضیهی انتگرال کشی و فرمول انتگرال کشی است؛ زیرا با استفاده از قضیه مانده می‌توان روش انتگرال خطی (جهتی) در صفحه مختلط برای پیدا کردن انتگرال و مقدار حقیقی تابع از یک متغیر حقیقی پیدا کرد.

### مثال
با توجه به تابع f(z)=1/z و منحنی C حول صفر با شعاع ۱ که با eit، پارامتریزه می‌شود که t در {\displaystyle [0,2\pi ]}. داریم:
{\displaystyle {\begin{aligned}\oint _{L}f(z)\,dz&=\int _{0}^{2\pi }{1 \over e^{it}}ie^{it}\,dt=i\int _{0}^{2\pi }e^{-it}e^{it}\,dt\\&=i\int _{0}^{2\pi }\,dt=i(2\pi -0)=2\pi i.\end{aligned}}}
که می‌توان این مثال را از طریق انتگرال کشی بازبینی نمود.

## مکانیک کوانتومی
راه انتگرال‌گیری در مکانیک کوانتومی، در واقع ارجاع داده می‌شود به روش انتگرال‌گیری از این طریق، اما توابع انتگرالی که انتگرال آن‌ها در فضاست نه میدان دوبعدی، اگرچه (اما) روش انتگرال‌گیری از این طریق دارای اهمیت بسیار زیادی در ریاضیات مکانیک کوانتومی دارد. برای مثال، انتگرال خطی مختلط اغلب در ارزیابی احتمال انباشتگی در قضیهی پراکندگی کوانتوم کاربرد دارد.